# 3FM Serious Request 2018
3FM Serious Request 2018 was de vijftiende editie van Serious Request. Het was de eerste keer dat het evenement in een nieuwe stijl plaatsvond, zonder Glazen Huis. Het evenement werd georganiseerd in samenwerking met het Rode Kruis. Gedurende de actieweek trokken dj's van de zender lopend door het land om acties te bezoeken. Daarnaast was er in TivoliVredenburg in Utrecht een festival met activiteiten. De opbrengst kwam uiteindelijk neer op € 1.308.889.

## Geschiedenis

### Onduidelijkheid en aankondiging
Lange tijd was er onduidelijkheid of het evenement dit jaar zou terugkeren. In september 2017 werd bekendgemaakt dat de keuze voor de gaststad van het evenement was uitgesteld. Begin januari 2018 maakte de zender bekend dat er in ieder geval wel weer een actie komt en dat er wordt nagedacht over een nieuwe opzet.
Op 24 september 2018 maakte Sander Hoogendoorn in zijn ochtendshow de nieuwe opzet bekend.

## Nieuwe stijl
De invulling van het evenement was in dit jaar voor de eerste keer anders dan vorige edities. Dj's worden niet langer opgesloten in een Glazen Huis, maar gaan in drie teams langs drie van tevoren vastgelegde routes lopen om georganiseerde acties te bezoeken. Ook gaat de opbrengst naar drie doelen in plaats van een.

### Doelen

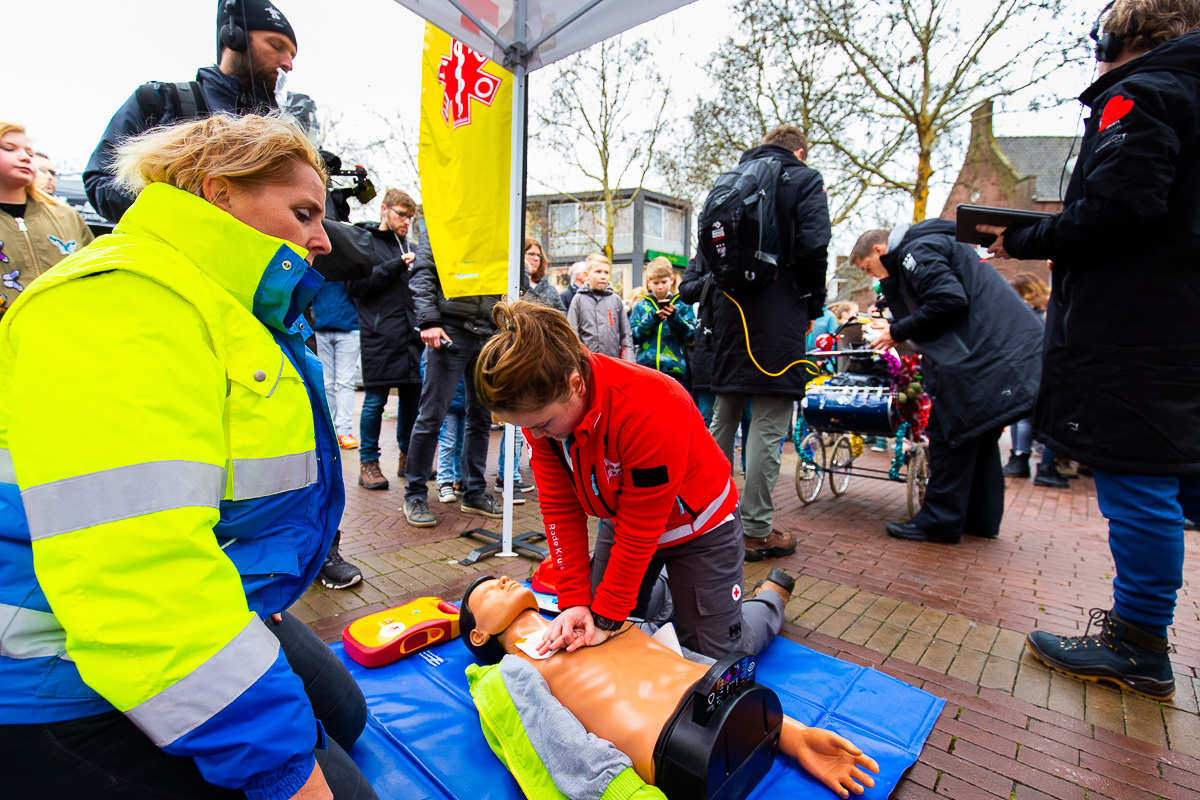
Een reanimatiecursus langs een van de routes, met rechts dj Rámon Verkoeijen

De drie doelen van Serious Request 2018 zijn:
- Reanimatiecursussen en Nederland voorzien van AED's
- Bescherming tegen natuurgeweld
- Noodhulp bij oorlog en conflicten

### Dj-teams

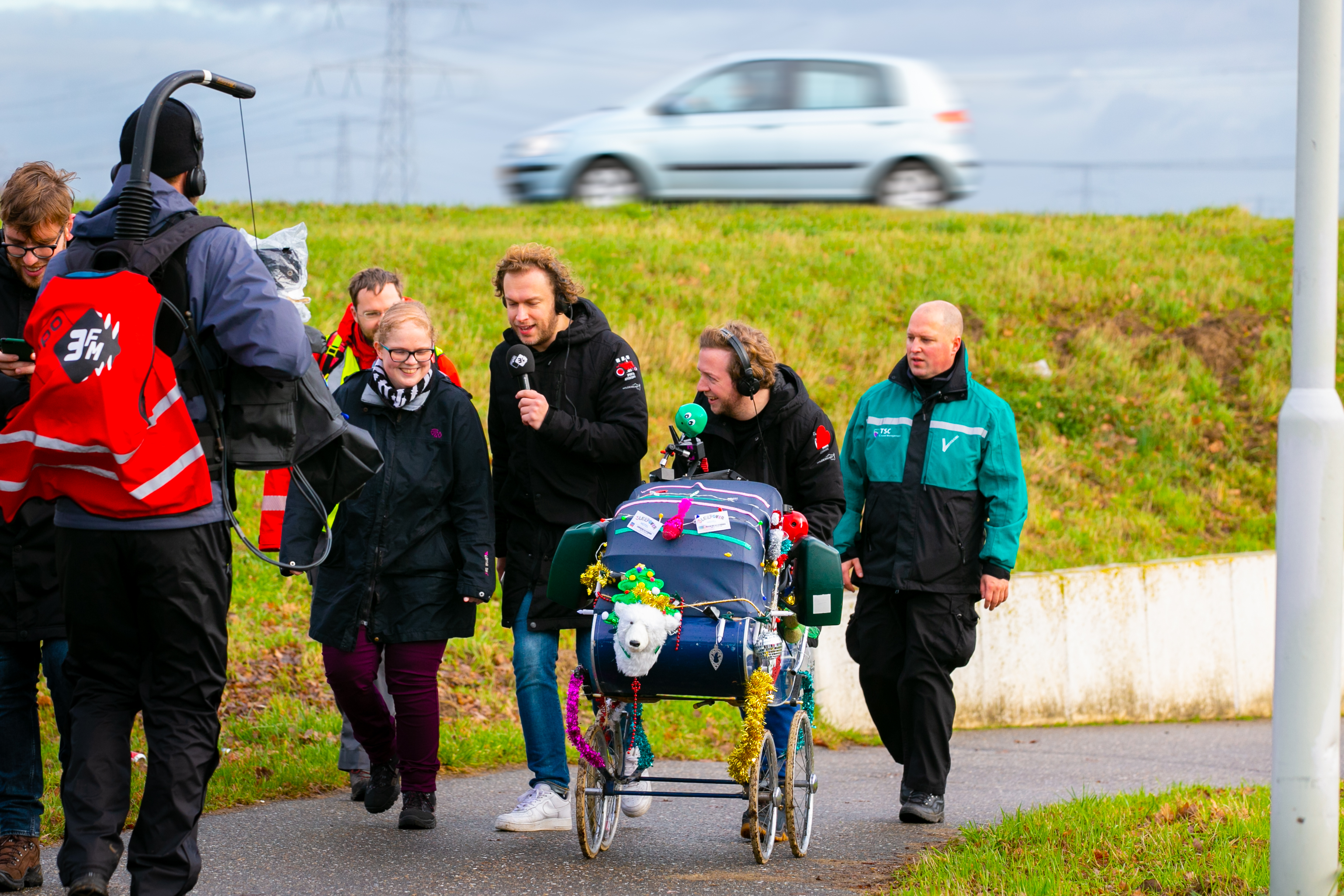
Dj-team Mark en Rámon onderweg tussen Zevenaar en Duiven

Zes dj's van de zender zullen drie teams vormen die tijdens Serious Request 2018 een route gaan lopen. De drie teams bestaan uit:
1. Sander Hoogendoorn en Eva Koreman
2. Jorien Renkema en Rob Janssen
3. Mark van der Molen en Rámon Verkoeijen

### TivoliVredenburg Utrecht
Gedurende de week zal er in TivoliVredenburg in Utrecht een festival gehouden worden met o.a. optredens, workshops en lezingen. Ook zullen er vanaf deze plek radio-uitzendingen gemaakt worden.

## Tijdschema looproutes
Het onderstaande schema toont de looproutes en bijbehorende tijden.
| Dag       | Sander & Eva | Rob & Jorien                                                                                    | Mark & Rámon                                                                    |
| --------- | --- | ----------------------------------------------------------------------------------------------- | ------------------------------------------------------------------------------- |
| di 18 dec | 21.00–03.00 Vlieland boot Vlieland                                                                               | 03.00–09.00 Weert Maarheeze Sterksel Euvelwegen Ginderover Heeze Rul Geldrop                    | 09.00–15.00 Hengelo Enschede Usselo Boekelo Haaksbergen                         |
| wo 19 dec | 15.00–21.00 Harlingen Dijksterburen Zurich Kornwerderzand Breezanddijk                                           | 21.00–03.00 Geldrop Eindhoven Woensel Best Liempde                                              | 03.00–09.00 Haaksbergen Langelo Mallem Eibergen Hupsel Avest Groenlo            |
| do 20 dec | 09.00–15.00 Breezanddijk Den Oever Wieringerwerf                                                                 | 15.00–21.00 Liempde Den Berg Boxtel Tongeren Oisterwijk Tilburg                                 | 21.00–03.00 Groenlo Lievelde Lichtenvoorde Harreveld Varsseveld Westendorp      |
| vr 21 dec | 03.00–09.00 Wieringerwerf Medemblik Opperdoes Twisk Bennemeer Wijzend Wognum                                     | 09.00–15.00 Tilburg Zuid Riel Spaansehoek Vijfhuizen Gilze Verhoven Raakeind Hooge Aard Eikberg | 15.00–21.00 Westendorp Doetinchem Meerenbroek Kleindorp Wehl Loil Didam         |
| vr 21 dec | 21.00–03.00 Wognum Hoorn Scharwoude Oosthuizen Edam Volendam                                                     | 03.00–09.00 Bavel Breda Teteringen Oosterhout Raamsdonksveer                                    | 09.00–15.00 Didam Zevenaar Duiven De Eng Westervoort Arnhem                     |
| za 22 dec | 15.00–21.00 Volendam Monnickendam Zedde Broek in Waterland Zunderdorp Amsterdam-Noord                            | 21.00–03.00 Raamsdonksveer Hank Vierbannen Nieuwendijk Sleeuwijk Gorinchem                      | 03.00–09.00 Oosterbeek Bergerhof Renkum Heelsum Wageningen Ouwehands Dierenpark |
| zo 23 dec | 09.00–15.00 Amsterdam-Noord Schellingwoude Amsterdam-Oost Diemen Amsterdam Bijlmer Gaasperdam Abcoude Baambrugge | 15.00–21.00 Gorinchem Arkel Meerkerk Nieuwland Ameide Sluis Lopik                               | 21.00–03.00 Rhenen Remmerden Elst Amerongen Wijk bij Duurstede                  |
| ma 24 dec | 03.00–09.00 Baambrugge Loenersloot Kerklaan Nieuwersluis Breukelen Maarssen Utrecht                              | 09.00–15.00 Lopik Benschop IJsselstein Nieuwegein Utrecht                                       | 15.00–21.00 Wijk bij Duurstede Cothen Werkhoven Odijk Bunnik Utrecht            |

## Tussenstanden
Gedurende het evenement werd er 3 keer een tussenstand bekend gemaakt. Dit gebeurde steeds rond 18.00 bij het hoofdkwartier in TivoliVredenburg (Utrecht).
| Dag         | Bedrag    |
| ----------- | --------- |
| 20 december | € 432.848 |
| 22 december | € 737.593 |
| 24 december | € 962.194 |

## Verslaggeving
| Dj's | Actie                                  |
| --- | -------------------------------------- |
| Wijnand Speelman                                                                                                   | Reportages vanuit Filipijnen           |
| Frank van der Lende                                                                                                | Reportages vanuit Zuid-Soedan          |
| Angelique Houtveen                                                                                                 | Reportages vanuit Nederland rondom AED |
| Sophie Hijlkema | Verslaggeving callcenter               |
| Herman Hofman | Verslaggeving Hermans Hangout          |
| Kevin van Arnhem Wijnand Speelman Olivier Bakker Angelique Houtveen Herman Hofman Frank van der Lende Vera Siemons | Verslaggeving Utrecht en techniek      |
| Matthieu Schotvanger Joost Schulte Lieke de Kok                                                                    | Presentatie updates NPO 3FM            |
| Joram Kaat | Presentatie updates NPO 1              |
| Maurice Lede | Presentatie tv-uitzendingen NPO 3      |